# Salsigne
Salsigne  es una pequeña localidad y comuna francesa, situada en el departamento del Aude y la región de Languedoc-Roussillon.
Sus habitantes reciben el gentilicio en francés de Salsignolais.

## Demografía
| 655 | 689 | 571 | 436 | 372 | 354 |
| Para los censos de 1962 a 1999 la población legal corresponde a la población sin duplicidades (Fuente: INSEE [Consultar]) |     |     |     |     |     |

## Lugares de interés
Situada en la Montaña Negra, en la comuna se encuentra  la última Mina de oro de Francia, cerrada en el año 2004.